# ساياكا كيتهارا
ساياكا كيتهارا (باليابانية: 北原沙弥香؛ بالكانا: きたはら さやか) هي مغنية ومؤدية صوت وممثلة يابانية، ولدت في 29 نوفمبر 1993 في مدينة سايتاما في اليابان.

## وصلات خارجية
- الموقع الرسمي
- ساياكا كيتهارا على موقع IMDb (الإنجليزية)
- ساياكا كيتهارا على موقع ميوزك برينز (الإنجليزية)
- ساياكا كيتهارا على موقع ديسكوغز (الإنجليزية)
- ساياكا كيتهارا على موقع قاعدة بيانات الفيلم (الإنجليزية)